# Ронърт Парк (Калифорния)
Ронърт Парк (на английски: Rohnert Park) е град в окръг Сонома, в Района на Санфранциския залив, в щата Калифорния, САЩ. Ронърт Парк е с население от 42 236 жители (2000) и обща площ от 16,70 км² (6,40 мили²), изцяло суша.

## Побратимени градове
- Хашимото (Япония)